# 全日本大学女子バレーボール東西選抜優勝大会
全日本大学女子バレーボール東西選抜優勝大会（ぜんにほんだいがくじょしばれーぼーるとうざいせんばつゆうしょうたいかい）は、毎年7-8月に開催される大学バレーボールの女子大会である。通称は東西インカレ。主催は日本バレーボール協会、全日本大学バレーボール連盟。

## 概要
ユニバーシアードバレーボール競技などの成績が低迷する状況の下、大学女子バレーの強化策として2006年度から「東西インカレバレーボール女子選抜優勝大会」を開催した。第1回、第2回大会はシモンズ社をスポンサーとした冠大会であった。
大会名は2010年度「東西大学バレーボール女子選抜優勝大会」、2011年度「全日本大学女子バレーボール東西選抜優勝大会」と変遷している。
2013年3月5日、全日本大学バレーボール連盟は本大会の中止を公式サイトで公表した。

## 開催方法
7月または8月の土曜日から日曜日までの2日間で、トーナメント方式で開催される。3位決定戦、5・6位決定戦、7・8位決定戦も実施される (PDF) 。

## 出場チーム
東日本インカレおよび西日本インカレの成績上位各4校、計8校が出場する。

## 試合会場
主に関東学連の大学体育館で開催される。

## 歴代優勝校
| 年度   | 回 | 優勝校       | 準優勝校     |
| ------ | -- | ------------ | ------------ |
| 2006年 | 1  | 青山学院大学 | 嘉悦大学     |
| 2007年 | 2  | 嘉悦大学     | 長崎国際大学 |
| 2008年 | 3  | 嘉悦大学     | 筑波大学     |
| 2009年 | 4  | 青山学院大学 | 嘉悦大学     |
| 2010年 | 5  | 嘉悦大学     | 東海大学     |
| 2011年 | 6  | 嘉悦大学     | 日本体育大学 |
| 2012年 | 7  | 鹿屋体育大学 | 嘉悦大学     |

### 公式戦
- 西日本大学バレーボール男子女子選手権大会（西日本インカレ）
  - 6月第3週か第4週（平成20年度第34回）。
  - 男女別れて、関西学連・中国学連で主管する。1年ごとに男女は交替する。
- 東日本大学バレーボール選手権大会（東日本インカレ）
  - 6月第3週か第4週。
  - 共催は、北海道・東北・北信越・関東の 4地方学連。
- 全日本バレーボール大学男女選手権大会
  - 全日本インカレともいわれ、現在は三基商事が大会スポンサーになり「ミキプルーン・スーパーカレッジバレー」という大会名でも呼ばれる。
  - 12月初旬に東京体育館をメイン会場に1週間開催される。

### 参考大会
- 西日本大学バレーボール5学連男女選抜対抗戦（全日本バレーボール学生選抜男女東西対抗戦の後身[6]）
  - 8月下旬に5学連の持ち回りで開催。
  - 主催は、西日本大学バレーボール連盟（西日本の5学連で組織）。
- 全日本大学男子バレーボール東西選抜優勝大会（全日本バレーボール大学男女選手権大会の前身）
  - 7-8月中旬に開催されていた。通称は東西インカレ。2013年度から開催中止[7]。
- 全日本大学女子バレーボール東西選抜優勝大会（全日本バレーボール大学男女選手権大会の前身）
  - 7-8月中旬に開催されていた。通称は東西インカレ。2013年度から開催中止[7]。